# Comment le peuple juif fut inventé
Comment le peuple juif fut inventé ("Hoe het Joodse volk werd uitgevonden", de Franse vertaling van het oorspronkelijk Hebreeuwse Matai ve’ech humtza ha’am hayehudi? ) is een boek van professor Shlomo Sand, historicus aan de Universiteit van Tel Aviv.

## Sands argumentatie
In het boek betoogt Sand dat de meeste hedendaagse Joden niet afstammen van het oude Israël. Zij bestonden nooit als een "natie-ras" met een gemeenschappelijke oorsprong. De meeste van hen stammen af van Europese, Russische en Afrikaanse groepen. Deze hebben zich op diverse tijdstippen in de geschiedenis tot de joodse religie bekeerd, net zoals anderen zich tot het christendom bekeerden. Hij betoogt eveneens dat bij een aantal zionistische ideologen, de mythische perceptie van de Joden als een oud volk daadwerkelijk leidde tot echt racistisch denken.
Een component van Sands stelling(en) is dat de mensen die de oorspronkelijk in Israël levende Joden waren niet werden verbannen na de Bar Kokhba (of Kochba)-revolutie. Hij stelt dat de hedendaagse Joodse bevolking grotendeels bestaat uit individuen en groepen die zich op latere tijdstippen tot het jodendom hebben bekeerd (bijvoorbeeld de Khazaren), zoals ook de meeste hedendaagse christenen en moslims het nageslacht zijn van bekeerde mensen, en niet direct afstammen van de eerste christenen en moslims. Het jodendom werd oorspronkelijk, net als zijn twee neven christendom en islam, gekenmerkt door proselitisme.
Aanvullend stelt Sand dat het verhaal van de verbanning een mythe is, die door vroege christenen is verbreid om Joden voor het nieuwe geloof te werven. Sand schrijft "Christenen wilden latere generaties Joden laten geloven dat hun voorouders waren verbannen als straf van God." Deze straf zou hen zijn opgelegd vanwege het weigeren van het christelijke evangelie.
Sand beargumenteert dat de meeste Joden niet werden verbannen door de Romeinen, en dat hen werd toegestaan in het land te blijven. Hij stelt dat het aantal bannelingen hooguit in de orde van grootte van tienduizenden ligt. Zo is het idee voor dit boek geboren. Hij is begonnen met een zoektocht naar de studies over de verbanning uit Israël, hetgeen als een vaststaande gebeurtenis in de Joodse geschiedenis wordt gezien, net als de Holocaust. Sand beweert echter dat hij geen oorspronkelijke literatuur kon vinden over de ballingschap. Zijn verklaring is dat niemand de bevolking van dit land heeft verbannen, en dat de diaspora een verzinsel is. Het is veel waarschijnlijker dat de Romeinen een etnocide hebben gepleegd bij de vernietiging van de tempel van Jeruzalem; ze hebben nooit en nergens verbanningsmaatregelen voor hele bevolkingen getroffen. Sand beweert dat massale verbanning tot aan de 20e eeuw logistiek niet mogelijk was.
Verder betoogt hij voor de periode rond de volgende eeuwwisseling dat veel Joden zich (noodgedwongen) bekeerden tot de islam volgend op de Arabische verovering en overheersing, en door de veroveraars werden geassimileerd. Hij concludeert dat deze oorspronkelijke Joden het werkelijke voorgeslacht van de Palestijnse Arabieren zijn.
Sand verklaart de geboorte van de mythe van het Joodse Volk als een groep met een gemeenschappelijke etnische oorsprong als volgt: "Op een zeker moment in de 19e eeuw namen intellectuelen van Joodse oorsprong in Duitsland, beïnvloed door het volkse karakter van het Duits-Germaanse nationalisme, de taak op zich retrospectief een volk uit te vinden, vanuit de wens een modern Joods volk te creëren. Vanaf de historicus Heinrich Graetz begonnen Joodse historici de geschiedenis van het jodendom op te tekenen als de geschiedenis van een natie die een koninkrijk was, een dolend volk werd en uiteindelijk terugkeerde naar zijn geboortegrond."
Hierin verschilden zij niet van de andere overal aanwezige nationalistische bewegingen in het Europa van die tijd. Zij verzonnen een groots Gouden Tijdperk – bijvoorbeeld, Klassiek Griekenland, De oude 'Belgen', de Nederlandse 'Bataven' of de Teutoonse stammen – om te bewijzen dat zij vanaf het begin der geschiedenis als een afzonderlijk volk hadden bestaan. Volgens Sand zagen Joden zichzelf voor die tijd uitsluitend als Jood omdat zij een gemeenschappelijke godsdienst deelden. Zoals ook christenen en islamieten zichzelf respectievelijk zien als christen of islamiet, enkel omdat zij een gemeenschappelijke religie delen. Niet vanwege een gemeenschappelijke etnische achtergrond.
Verder stelt Sand dat het idee van het Zionisme dat Joden verplicht zijn uit de verbanning terug te keren naar het Beloofde Land volledig vreemd was aan het jodendom. Volgens hem werden de heilige plaatsen gezien als plaatsen om naar te verlangen, en niet om te wonen. Integendeel, de Joden bleven een kleine 2000 jaar lang weg uit Jeruzalem, omdat hun religie het hun verbood terug te keren voordat de Messias zou komen.

## Wetenschappelijke evaluaties
Israel Bartal, decaan van de faculteit geesteswetenschappen van de Hebrew University, publiceerde een commentaar in Haaretz, en schrijft daarin dat Sands fundamentele thesis en beweringen over de Joodse geschiedenis "ongefundeerd" zijn.
Hij verwijt Sand onder meer dat deze niet het feit noemt dat, vanaf het jaar 2000, een team van wetenschappers van de Hebrew University of Jerusalem werkt aan een monumentale taak: de productie van een studie in drie delen naar de geschiedenis van de Joden van Rusland.
Bartal antwoordt op Sands argumenten (...) dat geen historicus van de Joods nationalistische beweging ooit heeft geloofd dat de oorsprong van de Joden etnisch en biologisch "zuiver" is [en dat] Sand marginale posities toepast op het gehele lichaam van de Joodse historiografie en, zodoende, algemeen aanvaarde standpunten in de Joods historische wetenschap naast zich neerlegt. Hij voegt toe: 'Het type politieke interventie waar Sand over spreekt, namelijk, een doelbewust programma ontworpen om Israëliërs de werkelijke biologische oorsprong van Poolse en Russische Joden te laten vergeten is pure fantasie of [het zionisme is] een richtsnoer voor de promotie van het verhaal van de Joodse ballingschap."
De zionistisch ingestelde historicus Anita Shapira, gespecialiseerd in de zionistische geschiedenis in Israël, bekritiseert Sand dat hij, in zijn zoektocht door drieduizend jaar geschiedenis, regelmatig "graait naar de meest onorthodoxe theorie" in een veld om het vervolgens op te rekken "tot de uiterste grenzen van de logica en daar voorbij. Het voornaamste bezwaar dat Shapira in haar artikel naar voren brengt is echter van ideologische aard. Zij verwijt Sand "gezoek naar universalisme" en dat hij dus de integratie van de bevolkingsgroepen die in Israël en Palestina leven, nastreeft, wat zij niet wenselijk acht."

## Politieke motivaties
Tom Segev schreef dat Sands boek "is bedoeld om het idee te promoten dat Israël een 'staat voor al zijn burgers' – Joden, Arabieren en anderen – zou moeten zijn, in tegenstelling tot zijn zelfverklaarde identiteit van 'Joodse en democratische' staat", dat het boek over het algemeen "goed geschreven" is en "vele feiten en inzichten die veel Israëliërs tot hun verbijstering voor het eerst zullen lezen" bevat.

## Sands kwalificaties
Er zijn experts in de Joodse Geschiedenis die stellen dat Sand zich bezighoudt met onderwerpen waar hij geen verstand van heeft en dat hij zijn boek baseert op werken waarvan hij niet in staat is die in de originele taal te lezen.
Het grootste deel van zijn boek gaat over waar de Joden vandaan komen, en niet over de vragen aangaande het moderne Joodse nationalisme en de – volgens Sand – moderne uitvinding van het Joodse volk. Sand geeft toe dat hij een historicus van Frankrijk en Europa en niet van de klassieke perioden is (...)" is, en dat hij is bekritiseerd in Israël, omdat [hij] schreef over de Joodse geschiedenis terwijl de Europese geschiedenis [zijn] specialiteit is.

## Populair succes
Het boek stond in Israël 19 weken op de bestsellerslijst en kwam al snel uit in een derde editie van de Franse vertaling (Comment le people juif fut inventé, Fayard, Parijs, 2008). In Frankrijk ontving het de "Aujourd'hui Award", een journalistenprijs voor beste non-fictie politiek of historisch werk.